# Alicia Pucheta
Alicia Pucheta, née le 14 janvier 1950 à Asuncion (Paraguay), est une magistrate et femme d'État paraguayenne, vice-présidente de la République en 2018.

## Biographie

### Carrière politique
Le 9 mai 2018, elle est nommée vice-présidente de la République par Horacio Cartes en remplacement de Juan Afara, qui a démissionné en avril pour se présenter aux élections sénatoriales.
Le 28 mai suivant, le président Cartes annonce sa démission de la présidence de la République, qui doit être validée par le Parlement, pour pouvoir prendre ses fonctions de sénateur. Le 30 mai, le Parlement devait se réunir pour entériner la décision de confier à Alicia Pucheta la présidence de la République, jusqu'à la prise de fonction de Mario Abdo le 15 août. Le 28 juin, après le refus du Sénat de se réunir, Cartes retire sa démission et renonce à devenir sénateur.